# Jugoslawische Basketballnationalmannschaft
|                                                                                                   |  |
| Spitzname                                                                                         |  |
|                                                                                                   |  |
| Verband                                                                                           |  |
|                                                                                                   |  |
| Trainer                                                                                           |  |
|                                                                                                   |  |
| FIBA-Mitglied seit:                                                                               |  |
| 1936                                                                                              |  |
| FIBA-Weltranglistenplatz                                                                          |  |
| nicht mehr aktiv                                                                                  |  |
| Weltmeisterschaften                                                                               |  |
| Endrundenteilnahmen: 10 (Erste: 1950) Bestes Ergebnis: Weltmeister 1970, 1978, 1990               |  |
| Olympische Spiele                                                                                 |  |
| Endrundenteilnahmen: 8 (Erste: 1960) Bestes Ergebnis: Olympiasieger 1980                          |  |
| Europameisterschaften                                                                             |  |
| Endrundenteilnahmen: 21 (Erste: 1947) Bestes Ergebnis: Europameister 1973, 1975, 1977, 1989, 1991 |  |

Die jugoslawische Basketballnationalmannschaft war mit drei Titeln bis zu ihrer Auflösung 1992 zusammen mit der Sowjetunion die erfolgreichste Basketballmannschaft bei Weltmeisterschaften und zugleich die zweiterfolgreichste Basketballnationalmannschaft, hinter der Sowjetunion mit fünf Titeln, bei Europameisterschaften.

## FIBABasketball-Weltmeisterschaften
- 1950 – 10. Platz
- 1954 – 11. Platz
- 1959 – Nicht qualifiziert
- 1963 – 2. Platz
- 1967 – 2. Platz
- 1970 – 1. Platz
- 1974 – 2. Platz
- 1978 – 1. Platz
- 1982 – 3. Platz
- 1986 – 3. Platz
- 1990 – 1. Platz

## Olympische Spiele
- Olympische Sommerspiele 1960 – 6. Platz
- Olympische Sommerspiele 1964 – 7. Platz
- Olympische Sommerspiele 1968 – Silber
- Olympische Sommerspiele 1972 – 5. Platz
- Olympische Sommerspiele 1976 – Silber
- Olympische Sommerspiele 1980 – Gold
- Olympische Sommerspiele 1984 – Bronze
- Olympische Sommerspiele 1988 – Silber
- Olympische Sommerspiele 1992 – Nicht teilgenommen

## Basketball-Europameisterschaften
- 1947 – 13. Platz
- 1949 – Nicht qualifiziert
- 1951 – Nicht qualifiziert
- 1953 – 6. Platz
- 1955 – 8. Platz
- 1957 – 6. Platz
- 1959 – 9. Platz
- 1961 – 2. Platz
- 1963 – 3. Platz
- 1965 – 2. Platz
- 1967 – 9. Platz
- 1969 – 2. Platz
- 1971 – 2. Platz
- 1973 – 1. Platz
- 1975 – 1. Platz
- 1977 – 1. Platz
- 1979 – 3. Platz
- 1981 – 2. Platz
- 1983 – 7. Platz
- 1985 – 7. Platz
- 1987 – 3. Platz
- 1989 – 1. Platz
- 1991 – 1. Platz